# Olivier Weber

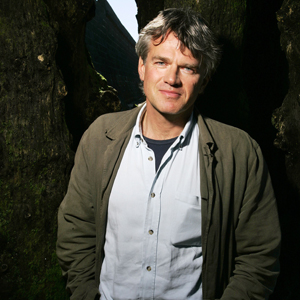
Olivier Weber in Afghanistan

Olivier Weber (Montluçon, 12 juni 1958) is een Frans schrijver, journalist en oorlogsverslaggever.

## Biografie
Hij werd in 1982-83 journalist bij de Franse krant Libération en Le Point oorlogsverslaggever.
Hij heeft deed verslag van ongeveer twintig oorlogen en conflicten, met inbegrip van de oorlog en gewapende conflicten in Afghanistan, Irak, Birma, Koerdistan, Tsjetsjenië, Israël, Palestijnse Gebieden, Tsjaad, Pakistan, Kasjmir, Algerije, Iran, Armenië, Rusland, Kosovo, Sri Lanka, West-Sahara, Oost-Timor, Erythrea.

## Prijzen
- Prix Lazareff 1991
- Prix Albert Londres 1992
- Prix spécial des correspondants de guerre Ouest-France 1997
- Deuxième prix des correspondants de guerre 1997
- Prix Joseph Kessel 1998
- Prix Mumm 1999
- Prix de l’aventure 1999
- Lauréat de la Fondation Journaliste demain
- Prix du Festival international des programmes audiovisuels 2001
- Laurier de l'audiovisuel 2001
- Prix Louis Pauwels 2002
- Prix spécial du Festival international de grand reportage d'actualités 2003
- Prix du Public du Festival international de grand reportage d'actualités 2003
- Prix Cabourg 2004
- Prix de l'Académie de Vichy 2005
- Lauréat de la Bourse "Écrivains Stendhal" du ministère des Affaires étrangères 2001 et 2005[1]
- Trophée de l'Aventure pour le film La Fièvre de l'or, adapté de son livre J'aurai de l'or sur l'Amazonie 2008[2]
- Ridder in het Legioen van Eer in 2009[3]
- Prix Terra Festival 2010[4]
- Prix Amerigo Vespucci 2011[5]
- Prize onf the Novelists 2016
- European and Mediterranean book prize 2017.